# Màlaia Stepninka
Màlaia Stepninka (en rus: Малая Степнинка) és un poble de l'óblast d'Omsk, a Rússia, que en el cens del 2010 tenia 225 habitants. Pertany al districte rural de Mariànovka.